# Jazz at Oberlin
Jazz at Oberlin ist ein Jazz-Album des Dave Brubeck Quartet, aufgenommen bei einem Livekonzert in der Trinity Chapel des Oberlin College, in Oberlin, Ohio am 2. März 1953 und veröffentlicht auf Fantasy Records.

## Das Album

### Das Dave Brubeck Quartett in den frühen 1950er Jahren
Zum Zeitpunkt der Liveaufnahmen stand der Pianist Dave Brubeck noch am Anfang seiner Karriere; nach Oktett-Aufnahmen 1948/49 und Einspielungen in Trio-Besetzung 1948/50 mit Cal Tjader hatte er 1952 erstmals sein Quartett mit dem Altsaxophonisten Paul Desmond vorgestellt, das bis 1967 bestehen sollte. Außergewöhnlich waren zu diesem Zeitpunkt die ausgedehnten Soli auf der Basis von vertrauten Standards
wie Hoagy Carmichaels „Stardust“ oder Juan Tizols „Perdido“. Der Musikkritiker Phil Elwood, der die frühe Phase des Dave Brubeck Quartetts in der Bay Area begleitete, bescheinigte Brubeck außerordentliche technische Fähigkeiten und eine große Kenntnis der europäischen Klassik, mit der er eine große Anzahl von musikalisch konservativen Akademikern zu Enthusiasten machte; dabei spielte er auf  Brubecks frühe Neigung an, in Colleges aufzutreten.  Das Quartett war bereits 1952 in San Francisco und New York sowie im Februar 1953 im Bostoner Storyville und im Surf Club von Hollywood aufgetreten.

### Das Konzert im Oberlin College

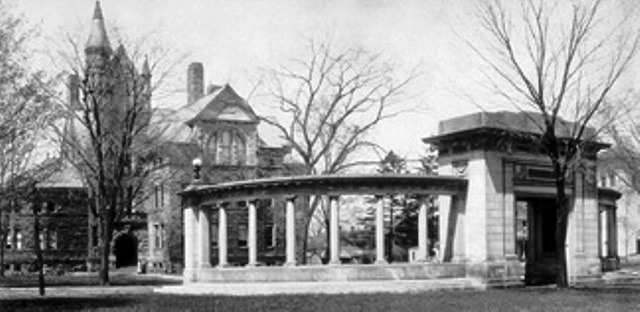
Der Oberlin Campus im Jahr 1909

Der 2. März 1953, ein Montag, war für das Oberlin College, eine Schule mit einem im Lande bekannten Musikprogramm, ein ungewöhnlicher Abend; im Curriculum von Oberlin gab es damals keine Jazzkurse und auch wenig Interesse an Jazz. Ein paar Jazz-Enthusiasten an der Schule versuchten dennoch, Oberlins Bevorzugung der klassischen Musikrichtung aufzubrechen; der Student James Newman hatte Brubeck in San Francisco gehört. Er erzählte später: „Wir kauften seine Platten und hörten sie dann in der Jukebox im Erholungsbereich für die Studenten.“ Newman und einige andere Studenten entschieden sich, in Oberlin ein Jazz-Konzert zu veranstalten. Sie buchten das Brubeck-Quartett und liehen sich dafür Geld; ein Klavierlehrer engagierte sich als Sponsor. Newman und seine Freunde fuhren nach Cleveland, um das Konzert zu bewerben und hängten Plakate auf. Das Konzert hatte zunächst alle Voraussetzungen für ein Desaster: Brubeck und seine Band spielten vor einem dem Jazz indifferenten Publikum; der Schlagzeuger Lloyd Davis hatte Grippe und Fieber und der große Flügel in der Finney Chapel war verschlossen, so dass die Organisatoren auf ein Ersatzinstrument ausweichen mussten. Brubeck sagte später: „I was given a small, beat-up, barely playable old grand.“ Trotz der Probleme fand sich eine große Anzahl von Zuhörern zu dem Konzert in der Finney Hall ein. Viele der klassisch geschulten Studenten des Oberlin Konservatoriums hörten die Anklänge an Bach, Beethoven und Chopin, die Brubecks Band für ihre Improvisationen übernommen hatte. Die Studenten waren schnell von dem trockenen Humor der Musiker eingenommen.
Brubeck sagte später von dem 1953er Konzert in Oberlin, dass „es das beste Ding war, was wir je gemacht haben.“ Es wurde gemutmaßt, dass die Band gerade in Oberlin angesichts der mangelnden Begeisterung für den Jazz und wegen all der anderen Probleme im Konzert in ihren Improvisationen freier und gelöster waren, viel relaxter als in ihren vorangegangenen Aufnahmen.
Als das Konzert im Oberlin College nach etwa zwei Stunden endete, stand das Publikum auf und rief nach Zugaben. Eine Auswirkung des Konzerterfolgs war es, dass die Studenten den Oberlin College Jazz Club gründeten und im folgenden Jahr am College drei weitere Jazzkonzerte stattfanden, bei dem auch das Brubeck Quartet erneut auftrat. Sie organisierten in der Folge auch Konzerte mit Count Basie, Chet Baker und der Band von Teddy Charles mit dem Bassisten Charles Mingus. Die College-Radiostation WOBC schnitt das Konzert mit, die Bänder wurden später auf dem Label Fantasy Records veröffentlicht. James Newman, der Mitorganisator des Konzerts, schrieb die liner notes für das Original-Album. Die Aufnahmen von Brubecks 1953 Jazz at Oberlin-Konzert gehörten zu den erfolgreichsten Alben des Jazz in den 1950er Jahren. Brubeck meinte später zu dieser LP, „sie habe seinem Quartett zum Durchbruch verholfen.“ Die Mitschnitte trugen zur großen Popularität des Dave Brubeck Quartetts insbesondere bei den amerikanischen College-Studenten bei; sie verhalfen auch dem Jazz in den USA dazu als Kunstform respektiert zu werden und führten dazu, dass weitere Jazzmusiker bei College-Konzerten auftraten.
Der Oberlin College Jazz Club ist inzwischen wieder verschwunden; erst im Jahre 1972 wurde Jazz in das Curriculum am Oberlin College aufgenommen. Inzwischen unterrichten am Jazz Department in Oberlin, das von Wendell Logan gegründet wurde,  Musiker wie Gary Bartz, Marcus Belgrave, Kenny Davis, Peter Dominguez, Robin Eubanks, Bob Ferrazza, Billy Hart und Dan Wall.

## Die Titel

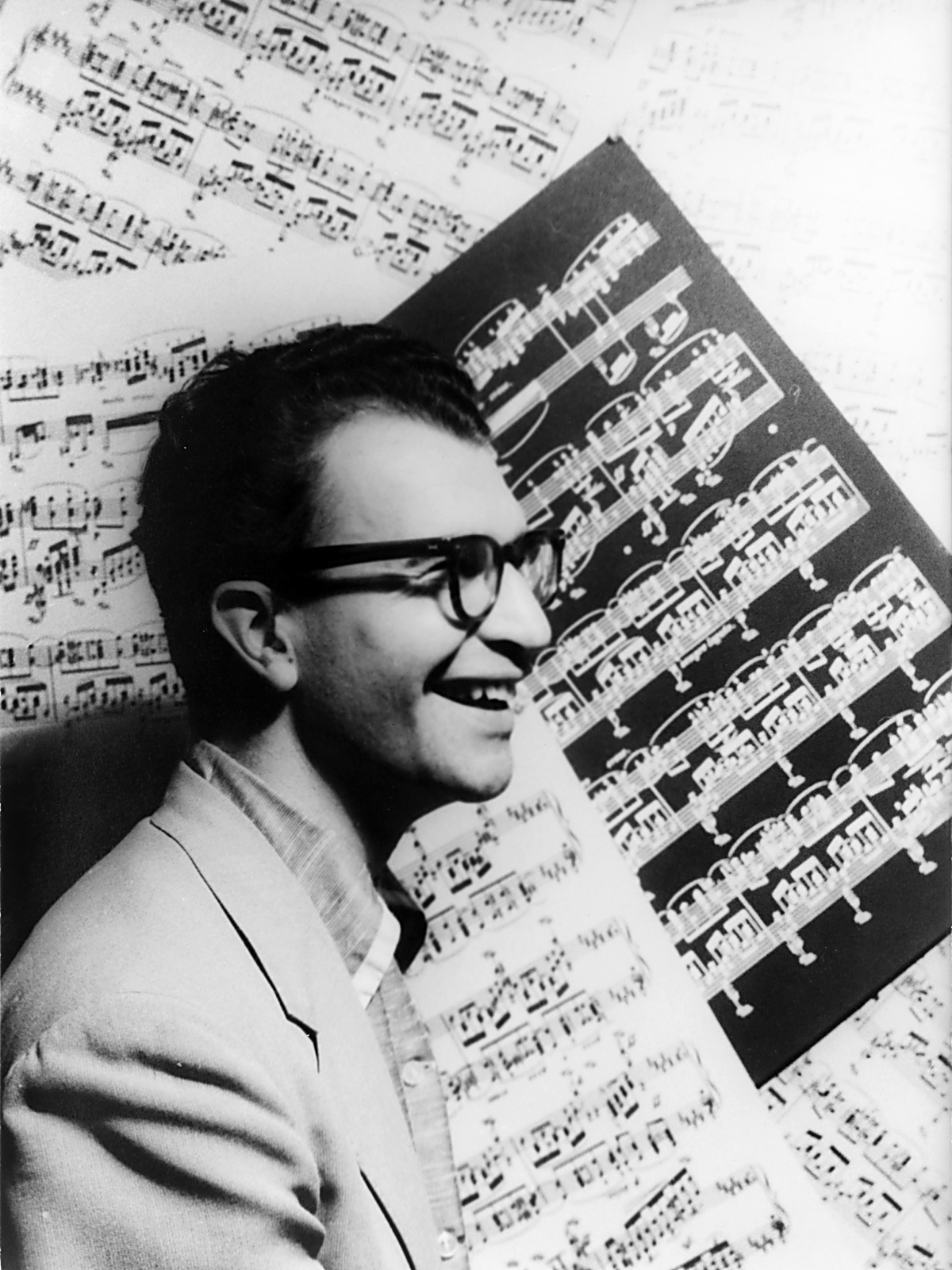
Dave Brubeck, 8. Oktober 1954
Fotografie von Carl van Vechten

- Dave Brubeck Quartett – Jazz at Oberlin (Fantasy 3-245 / OJC 046)

1. The Way You Look Tonight (Jerome Kern/Dorothy Fields) 7:39
2. How High the Moon (Lewis/Hamilton) 9:11
3. These Foolish Things (Marvell, Strachey, Link) 6:27
4. Perdido (Juan Tizol, Lengfelder, Drake) 7:46
5. Stardust (Hoagy Carmichael) 6:20

## Bewertung des Albums
Richard Cook und Brian Morton bewerteten den Konzert-Mitschnitt im Penguin Guide to Jazz mit der Höchstnote von vier Sternen und zählten es zu den besten Live-Aufnahmen des Quartetts. Scott Yanow im  All Music Guide zählt Jazz at Oberlin zu den klassischen Aufnahmen des frühen Dave Brubeck und hebt insbesondere das Zusammenspiel zwischen dem Pianisten und dem Altisten Paul Desmond bei dem Titel „Perdido“ hervor, „das an ein Wunder grenze.“ Erinnernswert sind auch ihre Leistungen in „The Way You Look Tonight“, „How High the Moon“ und „Stardust“. Brubecks Pianospiel in „These Foolish Things“ sei so perkussiv und atonal, das man sich an Cecil Taylor erinnert fühle; Bassist Ron Crotty und Schlagzeuger Lloyd Davis gäben dem  Quartett eine ruhige und stetige Unterstützung für das freie und anspruchsvolle Spiel von Brubeck und Desmond.

## Editorische Hinweise
Die einzelnen Titel des späteren Jazz at Oberlin-Albums erschienen zunächst in Form von EPs (Fantasy EP 4007, 4062, 4013), dann als LP (Fantasy 3-11, LP 3245), als CD FCD 60-013.
Die Einzelalben Jazz at Oberlin und das neun Monate später aufgenommene Jazz at College of the Pacific (Fantasy 3-233) wurden 1986 gekoppelt zu der CD The Dave Brubeck Quartet featuring Paul Desmond – In Concert . Dabei wurden jedoch die Titel „How High the Moon“ (vom Oberlin-Konzert) und die Titel „Too Marvellous for Words“, „Let's Fall in Love“ und „Why Do I Love“ (vom Jazz at College of the Pacific) weggelassen.